# Sirotčinec slečny Peregrinové pro podivné děti
Sirotčinec slečny Peregrinové pro podivné děti (v anglickém originále Miss Peregrine's Home for Peculiar Children) je americký fantasy film z roku 2016, režírovaný Timem Burtonem, inspirovaný stejnojmenným románem od Ransoma Riggse.
Ve filmu hrají Eva Greenová, Asa Butterfield, Chris O'Dowd, Allison Janney, Rupert Everett, Terence Stamp, Ella Purnell, Judi Denchová a Samuel L. Jackson.
Film měl premiéru v Austinu 25. září 2016 a do kin byl oficiálně uveden 17. června 2016. Film získal pozitivní kritiku a utržil přes 216 milionů dolarů.

## Obsazení
| Postava                       | Obsazení            | V českém znění      |
| ----------------------------- | ------------------- | ------------------- |
| Jacob Portman                 | Asa Butterfield     | David Štěpán        |
| Emma Bloomová                 | Ella Purnell        | Klára Nováková      |
| slečna Alma LeFay Peregrinová | Eva Greenová        | Tereza Bebarová     |
| Barron                        | Samuel L. Jackson   | Tomáš Juřička       |
| Enoch O'Connor                | Finlay MacMillan    | Jan Battěk          |
| Franklin Portman              | Chris O'Dowd        | Dalibor Gondík      |
| Abraham Portman               | Terence Stamp       | Jan Vlasák          |
| Millard Nullings              | Cameron King        | Jan Köhler          |
| Olivia Abroholos Elephanta    | Lauren McCrostie    | Anna Novotná        |
| Fiona Fraunfeldová            | Georgia Pemberton   | Karolína Křišťálová |
| Hugh Apiston                  | Milo Parker         | Matěj Macháček      |
| Bronwyn Bruntleyová           | Pixie Davies        | Klára Hobzová       |
| Horác Somnusson               | Hayden Keeler-Stone | Jindřich Žampa      |
| slečna Tenkozobcová           | Judi Denchová       | Hana Talpová        |
| Shelley                       | O-Lan Jones         | Irena Hrubá         |
| slečna Edwardsová             | Helen Day           | Irena Hrubá         |
| Dr. Golanová                  | Allison Janney      | Zuzana Slavíková    |
| Oggy                          | Nicholas Amer       | Bohuslav Kalva      |
| ortitolog                     | Rupert Everett      | Petr Pospíchal      |
| pan Archer                    | Philip Philmar      | Ladislav Cigánek    |
| Kev                           | Ioan Hefin          | Ladislav Cigánek    |
| pan Clark                     | Jack Brady          | Pavel Šrom          |
| pan Gleeson                   | Scott Handy         | Martin Draxler      |
| Worm                          | Justin Davies       | Robin Pařík         |
| Dylan                         | Shaun Thomas        | Daniel Krejčík      |
| Maryann Portman               | Kim Dickens         | Petra Hobzová       |

## Produkce
Práva na natočení filmu koupilo studio 20th Century Fox od spisovatele Ransoma Riggse 17. května 2011. V listopadu toho roku se začalo mluvit o Timovi Burtonovi jako režisérovi filmu. Natáčení mělo začít v srpnu roku 2014 v Londýně, místo toho začalo v únoru roku 2015 v oblasti Tampa Bay. Je to druhý film, který Tim Burton natočil na Floridě, prvním byl Střihoruký Edward v roce 1989.

## Přijetí
Film utržil 85,2 milionů dolarů v Severní Americe a přes 172,9 milionů dolarů v ostatních oblastech, celkově tak utržil přes 258 milionů dolarů po celém světě. Rozpočet filmu činil 110 milionů dolarů. Za první víkend docílil první nejvyšší návštěvnosti, kdy utržil 28,9 milionů dolarů.